# La Capèla de Cabanac
La Capèla de Cabanac (en francès Lacapelle-Cabanac) és un municipi francès situat al departament de l'Òlt i a la regió d'Occitània.
El municipi té la Capèla de Cabanac com a capital administrativa, i també compta amb els agregats de Cabanac, Corrèg, la Matèva, los Escartals i la Pòrta.

## Demografia
| 1962                                       | 1968 | 1975 | 1982 | 1990 | 1999 | 2007 |
| ------------------------------------------ | ---- | ---- | ---- | ---- | ---- | ---- |
| 118                                        | 129  | 174  | 167  | 179  | 150  | 148  |
| Des de 1962: població sense dobles comptes |      |      |      |      |      |      |

## Administració
| Període   | Identitat          | Partit |
| --------- | ------------------ | ------ |
| 2002-2005 | Anne-Marie Touriol |        |
| 2005-2008 | Marcel Cure        |        |
| 2008-     | Thierry Simon      |        |